# Tatort: Mörderspiele
Mörderspiele ist ein deutscher Fernsehkrimi von Stephan Meyer aus dem Jahr 2004. Der Film entstand als 565. Folge der Kriminalreihe Tatort.

## Handlung
Im Aasee wird ein Frauentorso und kurz darauf ein Päckchen mit den Gliedmaßen der Toten gefunden, wobei der Kopf verschwunden bleibt. Der Fall erinnert Karl-Friedrich Boerne, Silke „Alberich“ Haller und Staatsanwältin Wilhelmine Klemm sofort an den Rohrbach-Mord aus den 1950er-Jahren, der jedoch nach einer falschen Verurteilung ungeklärt blieb und die Ermittler damals in der Öffentlichkeit blamierte. Staatsanwältin Klemm will eine ähnlich blamable Polizeiarbeit verhindern. Obwohl selbst der Mageninhalt der Toten dem beim damaligen Mord gleicht, spielt sie Ähnlichkeiten bei einer Pressekonferenz herunter. Kritisch ist, dass Thiel noch nicht einmal herausgefunden hat, wer die Tote überhaupt ist. Eine Soko wird gegründet, hat die Auflösung des Falls doch oberste Priorität. Die Studentin Laura Schott erscheint bei den Ermittlern, weil sie in der Toten ihre Dozentin Solveig Helmhövel vermutet. Brisant ist, dass deren Ehemann Helmhövel der Lieblingsantiquar Boernes ist, der zudem Helmhövels Schwester Monika regelmäßig bei Opernpremieren trifft. Staatsanwältin Klemm wiederum ist ebenfalls mit der Familie bekannt: Ihr Vater führte für Monikas Vater einen Prozess gegen dessen Kinder, mit dem er seine Entmündigung verhinderte.
Helmhövel behauptet, dass seine Frau verreist sei. Er zeigt neben Reiseunterlagen auch eine E-Mail-Nachricht, die Solveig ihm kurz nach der Ankunft im Urlaubshotel geschickt hat. Dort bestätigt man zwar die Ankunft von Solveig, hat sie jedoch seit dem ersten Tag nicht mehr gesehen. Ein zweiter Mann meldet sich, der seine Frau vermisst: Der ukrainische Geschäftsmann Dr. Oleg Buykov sagt aus, dass seine Frau kurz nach einem Arztbesuch in Münster verschwunden sei. Infrage kommen zahlreiche Personen, die Oleg schaden wollen. Oleg identifiziert seine Frau anhand einer Kreuzbandriss-Operationsnarbe am Knie. Am nächsten Tag finden die Ermittler die Leiche Laura Schotts, die der Täter in Mülltüten verpackt an den Stadthausturm gehängt hat. Laura hat wiederum eine Meniskus-Operationsnarbe. Boerne lässt seine beruflichen Kontakte spielen und findet so heraus, dass auch Solveig einen Kreuzbandriss hatte und vom selben Arzt wie Buykovs Frau operiert wurde. Obwohl Helmhövel die Leiche nicht als die seiner Frau identifiziert, kann Boerne durch die Röntgenbilder, die er vom Operateur (einem früheren Studienkollegen) erhält, feststellen, dass es sich bei der Leiche aus dem Aasee um Solveig Helmhövel handelt. Helmhövel wird festgenommen, zumal er einen Schlüssel zum Stadthausturm besitzt. In seinem Haus finden sich Mülltüten sowie sämtliche Essenszutaten, die auch im Magen der beiden Toten zu finden waren. Boerne beginnt jedoch an der Schuld Helmhövels zu zweifeln, weisen die Fakten doch zu eindeutig auf ihn hin. Da er Monika von den Opernpremieren her kennt, sucht er sie auf eigene Faust auf ihrem Bauernhof auf. Im Verlauf des Abends, zu dem auch Monikas bester Vorarbeiter Kalmund Brozs hinzustößt, erkennt Boerne, dass Monika lesbisch ist und früher Wilhelmine Klemm geliebt hat. Er glaubt zudem zu erkennen, dass Monika und Kalmund die Mörder der Frauen waren. Entsetzt springt er aus dem Fenster und flieht, als er bedroht wird. Er lässt nun die Durchsuchung des Bauernhofes veranlassen, da er vermutet, dass Solveigs fehlender Kopf an die Schweine des Hofes verfüttert wurde. Helmhövel selbst fällt als Zeuge aus: Er hat sich in seiner Zelle das Leben genommen.
Boerne hinterfragt nun auch den vermeintlichen Unfalltod von Monikas Mann, der laut offizieller Untersuchung in einer Kartoffelklaubmaschine umgekommen ist. Eine Exhumierung des Toten zeigt neben massiven Verletzungen durch die Maschine auch ein drei Millimeter großes Loch am hinteren Schädelbereich. Bei der Hausdurchsuchung fand man wiederum einen drei Millimeter breiten Meißel mit angeblichen Rostspuren an der Spitze. Boerne bricht heimlich in die Werkstatt von Monika ein, wird jedoch von ihr und Kalmund überrascht. Monika gibt Kalmund den Befehl, Boerne zu erschießen, und der kann sich gerade so vor den beiden retten. Während Kalmund von der Polizei gestellt werden kann, ist Monika nun mit einem Gewehr auf der Flucht. Sie erwartet schließlich Wilhelmine Klemm in ihrer Wohnung und bedroht sie mit dem Gewehr. Thiel ruft Wilhelmine Klemm zufällig an und erfährt von ihr, dass Monika bewaffnet bei ihr ist. Monika wiederum legt Wilhelmine die Hintergründe der Morde dar. Sie sei mit Solveig zusammen gewesen und Solveig habe sich ihretwegen von ihrem Mann trennen wollen. Dann jedoch habe sich Solveig in Laura verliebt. Die Morde waren wiederum eine gute Gelegenheit, sich mit einem perfekten Mord an Wilhelmine zu rächen. Bevor Wilhelmine von Monika erschossen werden kann, erfolgt der Zugriff durch die Polizei. Monika wird verhaftet, wenig später findet Boerne nach Kalmunds Hinweis den Kopf Solveigs in der Kanalisation.
Zum Schluss taucht Buykovs noch lebende Frau auf. Zwischenzeitlich gab es Mordanschläge auf zwei Leibwächter Buykovs. Buykovs Frau teilt Thiel mit, dass sie eine Affäre mit einem der Leibwächter hatte und Buykov sie durch seine falsche Leichenidentifizierung für tot erklären lassen wollte, vermutlich, um sie dann unbemerkt ebenfalls beseitigen zu lassen.

## Produktion
Die Dreharbeiten zu Mörderspiele fanden in Münster und Umgebung statt. Der Film erlebte am 25. April 2004 im Ersten seine Fernsehpremiere und erreichte eine Einschaltquote von 24 Prozent (8,34 Millionen Zuschauer). Im Jahre 2010 wurde der Film auf DVD veröffentlicht. Es war der fünfte Fall der Ermittler Thiel und Boerne.

## Kritik
TV Spielfilm nannte den Film eine „übertrieben absurde Krimifarce“ und befand, dass „diesmal […] so ziemlich alles heftig überzogen [wird], was sonst Spaß macht. Ein bisschen Spannung könnte schon nicht schaden!“